# ديلاني رود
ديلاني رود (بالإنجليزية: Delaney Rudd)‏ مواليد 8 نوفمبر 1962 في كارولاينا الشمالية، هو لاعب كرة سلة أمريكي معتزل. بدأ مسيرته الاحترافية في سنة 1985. تم اختياره من قبل فريق يوتا جاز خلال الدرافت. حمل الرقم 11. يبلغ طوله 6 قدم 2 بوصة (1.9 م). اعتزل اللعب في 1999.

## المسيرة الاحترافية
لعب مع يوتا جاز من سنة 1989 إلى 1992، ثم لعب مع بورتلاند ترايل بلايزرز في سنة 1993، ثم لعب مع أسفيل باسكت في الدوري الفرنسي من سنة 1993 إلى 1999.

## روابط خارجية
- ديلاني رود على موقع إن بي أي (الإنجليزية)
- ديلاني رود على موقع سبورتس رفرنس (الإنجليزية)
- ديلاني رود على موقع كرة السلة الأوروبية.كوم (الإنجليزية)
- ديلاني رود على موقع كلية كرة السلة في سبورتس رفرنس.كوم (الإنجليزية)
- ديلاني رود على موقع ريلجم (الإنجليزية)
- ديلاني رود على موقع بروبوليرز (الإنجليزية)